# Iris Murdoch
Jean Iris Murdoch, född 15 juli 1919 i Dublin, Irland, död 8 februari 1999 i Oxford, Oxfordshire, var en brittisk författare och filosof.

## Biografi
Iris Murdoch fick sin utbildning vid Somerville College i Oxford i bland annat forntida historia och filosofi.
Hon har skrivit en rad psykologiska romaner som innehåller såväl mytiska och symboliska element som nära, komplexa förhållanden. Hon var starkt influerad av Freud och Sartre. Bland hennes mest kända romaner kan nämnas Eskapad (1954), Flykten från förtrollaren (1956), Klockan (1958), En hemlig ros (1962), Änglarnas tid (1966) och Havet, havet (1978; för vilken hon erhöll Bookerpriset). 
I romanen Klockan skildrar Murdoch psykologiska samband i en grupp lekmannabröder ur den anglikanska kyrkan. I senare böcker lämnade hon sin tidigare symbolik och utbildade sig till en initierad skildrare av den engelska medelklassens sexliv.
Murdoch adlades (DBE – Dame of the Order of the British Empire) 1987.
John Bayley, litteraturkritiker i Oxford, skrev en säreget gripande memoar, ”Iris – en sorgesång” (1999), om deras 43 år ihop och hennes långsamma alzheimer. Han beskrev att de tillsammans sökte sig tillbaka till lekar, smuts och kaos. De var bosatta i en villa i Oxford.